# С-3 (підводний човен СРСР)
| С-3                                                                   | С-3                                                                                              | С-3                                                                                              |
| --------------------------------------------------------------------- | ------------------------------------------------------------------------------------------------ | ------------------------------------------------------------------------------------------------ |
|                                                                       |                                                                                                  |                                                                                                  |
|                                                                       |                                                                                                  |                                                                                                  |
| Схема підводного човна типу «Середня»                                 |                                                                                                  |                                                                                                  |
| Верф                                                                  | завод № 189, Ленінград                                                                           | завод № 189, Ленінград                                                                           |
| Під прапором                                                          | СРСР                                                                                             | СРСР                                                                                             |
| Належність                                                            | Військово-морський флот СРСР                                                                     | Військово-морський флот СРСР                                                                     |
| Порт приписки                                                         | Таллінн                                                                                          | Таллінн                                                                                          |
| Закладений                                                            | 25 квітня 1935                                                                                   | 25 квітня 1935                                                                                   |
| Спуск на воду                                                         | 30 квітня 1936                                                                                   | 30 квітня 1936                                                                                   |
| Введений до складу флоту                                              | 13 липня 1938                                                                                    | 13 липня 1938                                                                                    |
| Виведений зі складу флоту                                             | 27 липня 1941                                                                                    | 27 липня 1941                                                                                    |
| На службі                                                             | 1938-1941                                                                                        | 1938-1941                                                                                        |
| Загибель                                                              | 24 червня 1941 року загинув унаслідок атаки німецьких торпедних катерів S-60 і S-35              | 24 червня 1941 року загинув унаслідок атаки німецьких торпедних катерів S-60 і S-35              |
| Сучасний статус                                                       | затонув                                                                                          | затонув                                                                                          |
| Бойовий досвід                                                        | «Зимова війна» Німецько-радянська війна * Кампанія на Балтійському морі                          | «Зимова війна» Німецько-радянська війна * Кампанія на Балтійському морі                          |
| Проєкт                                                                |                                                                                                  |                                                                                                  |
| Тип ПЧ                                                                | Середній торпедний ДПЧ                                                                           | Середній торпедний ДПЧ                                                                           |
| Основні характеристики                                                |                                                                                                  |                                                                                                  |
| Швидкість (надводна)                                                  | 19,5 вузлів (36,1 км/год)                                                                        | 19,5 вузлів (36,1 км/год)                                                                        |
| Швидкість (підводна)                                                  | 9,6 вузли (17,77 км/год)                                                                         | 9,6 вузли (17,77 км/год)                                                                         |
| Робоча глибина занурення                                              | 80 м                                                                                             | 80 м                                                                                             |
| Гранична глибина занурення                                            | 100 м                                                                                            | 100 м                                                                                            |
| Автономність плавання                                                 | 30 діб                                                                                           | 30 діб                                                                                           |
| Екіпаж                                                                | 45 осіб                                                                                          | 45 осіб                                                                                          |
| Розміри                                                               |                                                                                                  |                                                                                                  |
| Довжина найбільша (по КВЛ)                                            | 77,7 м                                                                                           | 77,7 м                                                                                           |
| Ширина корпусу найб.                                                  | 6,4 м                                                                                            | 6,4 м                                                                                            |
| Середня осадка (по КВЛ)                                               | 4,06 м                                                                                           | 4,06 м                                                                                           |
| Водотоннажність надводна                                              | 866,1 т                                                                                          | 866,1 т                                                                                          |
| Водотоннажність підводна                                              | 1107,8 т                                                                                         | 1107,8 т                                                                                         |
| Силова установка                                                      |                                                                                                  |                                                                                                  |
| дизель-електрична; 2 × дизельні двигуни 1Д 2 × електромотори ПГ-72/35 |                                                                                                  |                                                                                                  |
| Гвинти                                                                | 2                                                                                                | 2                                                                                                |
| Потужність                                                            | дизельні двигуни — 2 × 2 000 к. с. електромотори — 2 × 550 к.с.                                  | дизельні двигуни — 2 × 2 000 к. с. електромотори — 2 × 550 к.с.                                  |
| Озброєння                                                             |                                                                                                  |                                                                                                  |
| Артилерія                                                             | 1 × 100-мм/51 гармата Б-24 (200 снарядів) 1 × 45-мм напівавтоматична гармата 21-К (500 снарядів) | 1 × 100-мм/51 гармата Б-24 (200 снарядів) 1 × 45-мм напівавтоматична гармата 21-К (500 снарядів) |
| Торпедно- мінне озброєння                                             | 6 ТА калібру 533-мм (12 торпед)                                                                  | 6 ТА калібру 533-мм (12 торпед)                                                                  |

С-3 — радянський дизель-електричний підводний човен типу «Середня» серії IX, що входив до складу Військово-морського флоту СРСР за часів радянсько-фінської та німецько-радянської війн. Закладений 25 квітня 1935 року на верфі заводу № 189 у Ленінграді під заводським номером 268. 30 квітня 1936 року спущений на воду. 13 липня 1938 року включений до складу Балтійського флоту.

## Історія служби
До початку Радянсько-фінської війни С-3 входив до складу 13-го дивізіону 1-ї бригади ПЧ Балтійського флоту з базуванням у Таллінні. З початком радянської агресії проти Фінляндії 30 листопада вийшов у бойовий похід і зайняв позиції у протоці Кальмарзунд поблизу шведського міста Кальмар. Ніякої активності не демонстрував. 8 грудня повернувся на базу.
13 грудня 1939 року С-3 вийшов у другій бойовий похід у район на південний захід від Аландських островів. 17 грудня поза оголошеної зони блокади пострілами з 100-мм гармати Б-24 (на другому пострілі гармата вийшла з ладу) екіпажем субмарини був зупинений німецький транспорт «Гільгаузен», який після догляду відпустили. Через кілька годин підводний човен невдало спробував зупинити транспорт «Пінна». З появою на горизонті бойового корабля човен занурився та покинув місце інциденту. 22 грудня 1939 року С-3 повернувся на базу.
У період з 9 по 22 червня 1940 року С-3 блокував Ризький порт у період насильницького приєднання Латвії до СРСР.
На початок операції «Барбаросса», 22 червня 1941 року, С-3 перебував у капремонті на заводі «Тосмаре» в Лібаві. 23 червня німці були вже на підступах до міста, але так як підводний човен міг йти самостійно, (але тільки в надводному положенні, командир, відмовившись підірвати корабель і, взявши на борт частину членів екіпажу підводного човна С-1 і робочих заводу «Тосмаре» (всього на борту човна було близько 100 осіб), вийшов з Лібави. О 2:32 24 червня в районі маяка Ужава його виявили та атакували німецькі торпедні катери S-60 і S-35 зі складу 3-ї флотилії торпедних катерів. У сутичці, що зав'язалася, човен був затоплений німецькими катерами. З води німці підібрали від 9 до 20 осіб.